# ذي الصيني (السدة)

تعديل مصدري - تعديل

ذي الصيني محلة تابعة لقرية مقولة، التابعة لعزلة الزعلاء بمديرية السدة إحدى مديريات محافظة إب في الجمهورية اليمنية.، بلغ تعداد سكانها 35 حسب تعداد اليمن لعام 2004.